# Estación de Raquete
La Estación Ferroviaria de Raquete, igualmente conocida como Estación de Raquete, es una estación de la Línea de Sines, que se sitúa en el ayuntamiento de Sines, en el Distrito de Setúbal, en Portugal.

## Descripción

### Vías y andenes
Tenía, en enero de 2011, tres vías de circulación, dos con 775 metros de longitud, y la tercera, con 3.300 metros de longitud; no contaba con ningún andén.